# Mouldiet Manouba
Maillots
Le Mouldiet Manouba (arabe : مولدية منوبة) est un club tunisien de football fondé en 1960 et basé dans la ville de La Manouba.
Il assure son accession en Ligue III en 2015-2016.

## Histoire
La ville de La Manouba a sa première équipe de football en 1937. Il s’agit du Football Club de La Manouba, avec Marcel Gauthier comme président et Salem Fekih comme vice-président, en plus de Béchir Larbi (secrétaire général adjoint), Chedly Boukhris (trésorier adjoint), Habib Tabka et Abdessalem Ben Mlouka (assesseurs). Toutefois, ce club est obligé de geler ses activités deux ans après à la suite du déclenchement de la Seconde Guerre mondiale. Les sportifs de la ville sont alors amenés à opter pour les équipes voisines.
Ce n’est qu’en 1960 qu’un groupe de sportifs présidé par Hédi Kahia crée la Jeunesse sportive de La Manouba. Six ans après, le club fusionne avec la Mouloudia sportive de Denden, pour donner naissance à la Mouloudia sportive de La Manouba. La fusion dure dix ans, puis les deux clubs se séparent et retrouvent leurs identités respectives.
En 2002, après la création du gouvernorat de la Manouba, la réunification est à nouveau d'actualité et la Mouloudia sportive de La Manouba réapparaît, sous la présidence de Jameleddine Bououn puis de Chokri Maaoui qui dote le club, appelé depuis Mouldiet Manouba, de moyens enviables. Le club se classe deux fois à la seconde place de la Ligue III mais rétrograde en Ligue IV malgré les nombreux recrutements. Réorganisé sur des bases solides, il arrive en 2015-2016 à retrouver sa place en Ligue III avec de nouvelles ambitions.

## Palmarès
| Compétitions Nationales | Compétitions Amateures                                                             |
| --- | ---------------------------------------------------------------------------------- |
| - Championnat de Tunisie de troisième division (1) : - Champion : 1984 - Championnat de Tunisie de quatrième division (6) : - Champion : 1973, 1995, 1996, 1997, 2004, 2016 | - Coupe de la Ligue amateur Promosport (1) : - Vainqueur : 2013 - Finaliste : 2014 |

## Personnalités

### Présidents
- Hédi Kahia (1960-1965)
- Jameleddine Bououn (2002-2008)
- Chokri Maaoui (2008-?)
- Abderrazak Fejjari (2012-?)
- Abdelhak Mekni (?-?)
- Arbi Karouachi (?- )

### Entraîneurs

#### Mouloudia sportive de La Manouba
- Ahmed Sghaïer (1965-1967)
- Ali Miloud (1967-1969)
- Ahmed Sghaïer (1969-1971)
- Taieb Jebali (1971-1972)
- Ahmed Sghaïer (1972-1974)

#### Jeunesse sportive de La Manouba
- Allala Khiari (1976-1978)
- Ali Chaaban (1978-1979)
- Mokhtar Ben Nacef (1979-1980)
- Ahmed Alaya (1980-1981)
- Moncef Arfaoui (1981-1982)
- Rafik Ammar (1982-1984)
- Rafik Ammar puis Néjib Ketatni (1984-1985)
- Salem Kraiem puis Rafik Ammar (1985-1987)
- Tahar Zidi puis Kamel Hechmi (1987-1989)
- Amor Amri puis Abdelaziz Ben Frej (1989-1990)
- Abderrahmane Nasri puis Abdelaziz Ben Frej (1990-1991)
- Hassen Seriati puis Houcine Nahdi (1991-1992)
- Béchir Berrabah, Fethi Skhiri puis Houcine Nahdi et Kamel Hechmi (1992-1993)
- Tahar Zidi (1993-1995)
- Samir Chemam (1995-1996)
- Ridha Bouraoui puis Abdelaziz Ben Frej (1996-1997)
- Ridha Bouraoui puis Houcine Nahdi (1997-1998)
- Houcine Nahdi puis Béchir Berrabah (1998-1999)
- Moncef Ben Saïd puis Mehrez Miladi (2000-2002)

#### Mouloudia sportive de La Manouba puis Mouldiet Manouba
- Ali Rached puis Faouzi Cheour (2002-2003)
- Mehrez Miladi (2003-2004)
- Hamza Mrad (2004-2005)
- Béchir Berrabah puis Adel Latreche (2005-2006)
- Abdelaziz Ben Frej puis Hassen Feddou (2006-2007)
- Kamel Khamassi (2007-2008)
- Salwan Sghaïer, Kamel Khamassi puis Naoufel Srarfi (2008-2009)
- Naoufel Srarfi (2009-2010)
- Kamel Khamassi (intérim de Naoufel Srarfi ; 2010-2011)
- Lotfi Ayari (2011-2012)
- Faouzi Rouissi (intérim de Mourad Gatri ; 2012-2013)
- Mehrez Miladi puis Hassan Hachani (2013-2014)
- Hassan Hachani, Lotfi Ayari puis Kamel Khamassi (2014-2015)
- Kamel Khamassi (2015-2017)
- Bilel Ayari puis Moncef Ben Saïd (2017-?)
- Slim Abdelghafar (?-?)
- Hassen Hacheni (?- )